# 马克·拉基
马克·拉基（英語：Mark Lackie，1967年3月23日—），加拿大男子短道速滑运动员。他曾代表加拿大参加1992年冬季奥林匹克运动会短道速滑比赛，获得男子5000米接力银牌。